# Baldr

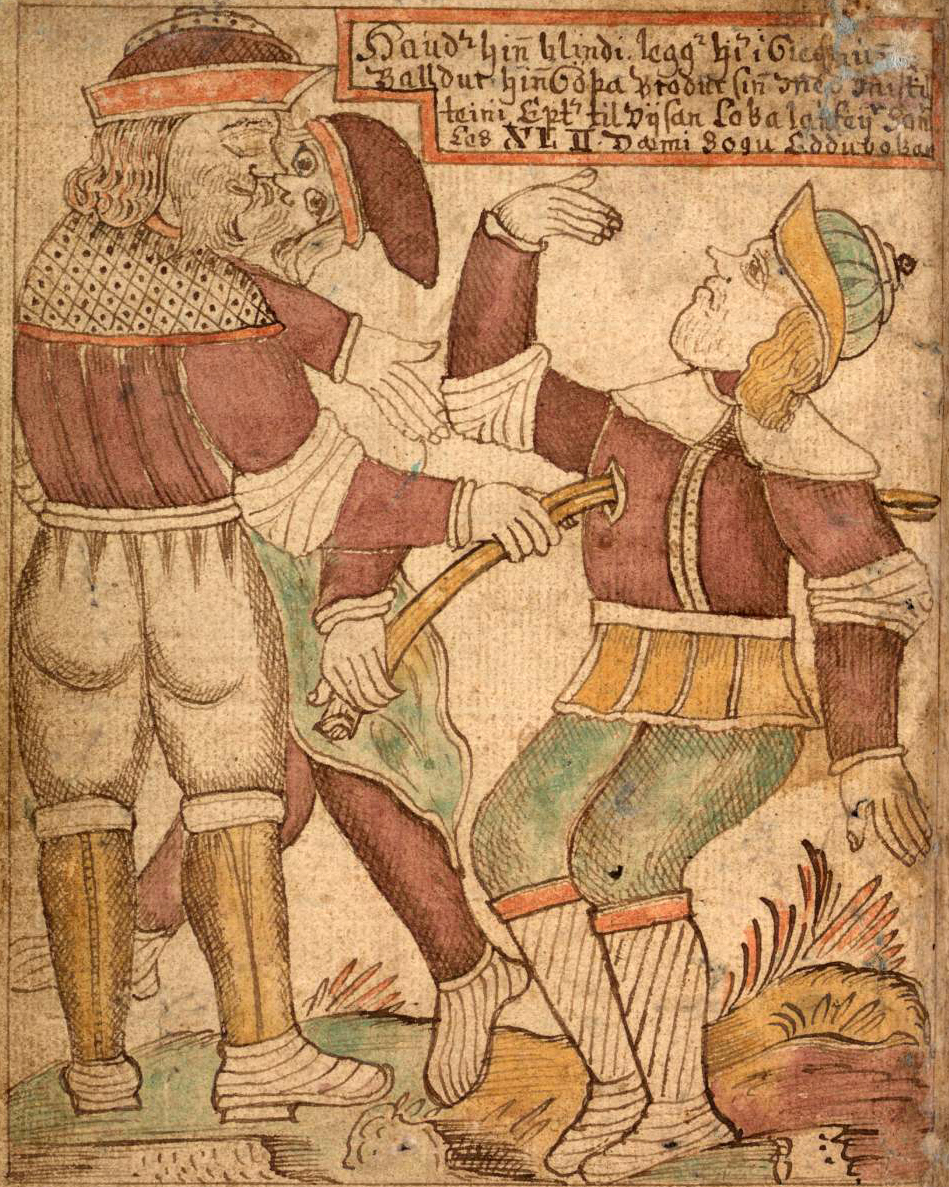
Il dio Baldr in un manoscritto islandese del XVII secolo.

Baldr (conosciuto anche come Balder o in islandese moderno come Baldur) è una divinità della mitologia norrena.
Appartenente alla famiglia degli Asi nonché secondogenito di Odino e Frigg, la sua consorte è Nanna, da cui ha avuto Forseti.
Divinità della benevolenza, la sua figura e il suo mito fanno immaginare un legame con il Sole: descritto come il più bello degli dèi, Baldr splende di luce propria e i suoi capelli sono candidi come la neve. La sua dimora si chiama Breiðablik, che significa "ampio splendore".

## I nomi di Baldr
La figura di Baldr (il cui nome non ha un significato preciso, sebbene alcune fonti riportino che significa "signore") è presente in molte leggende germaniche e per questo motivo ha diversi nomi a seconda della lingua:
- Baldr (in norreno) è il nome che compare nell'Edda in prosa di Snorri Sturluson e nell'Edda poetica.
- Phol (in alto tedesco antico) è una figura presente negli Incantesimi di Merseburgo e viene spesso chiamata anche come Balder.
- Bældæg (in anglosassone) è il nome cui viene assimilato il norreno Baldr nella Cronaca di Æthelweard, ma non esiste in realtà una figura corrispondente al dio scandinavo nelle tradizioni native anglosassoni e i due nomi sono etimologicamente diversi (il termine Baldr trova il suo affine anglosassone in bealdor, 'principe, signore', mentre Beldæg deriva da bǣl, 'fuoco', e dæg, 'giorno')[1]; sono presenti diverse varianti di questo nome, come ad esempio il latino Beldeyg, presente nell'Historia Brittonum di Nennio, o Beldegg, citato nel Formáli dell'Edda in prosa.

## La morte
Il mito principale inerente Baldr, l'unico d'altra parte pervenutoci, riguarda il suo assassinio.
La vicenda comincia con il dio angosciato a causa dei sogni nei quali vede preannunciata la propria morte. Saputolo da lui, suo padre Odino si reca ad Helheim, il mondo dei morti, dove purtroppo scopre che è già tutto pronto per accogliere Baldr, ma non in quale occasione il dio morirà e come. Nel tentativo di scongiurare un destino che sembra ineluttabile, la madre Frigg raduna ogni essere esistente imponendo un giuramento universale: nulla dovrà mai arrecare danno a Baldr.

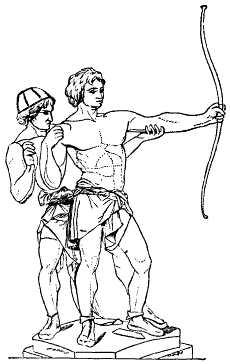
Loki inganna Hǫðr, che uccide Baldr.

Da allora gli dei cominciano un gioco che ripetono ogni giorno al loro consesso: formano un cerchio intorno a Baldr lanciandogli contro qualunque oggetto perché nulla poteva più nuocergli. Loki, l'enigmatico dio del disordine, non gradisce la scena e, tramutatosi in donna mortale, chiama a sé Frigg riuscendo con l'inganno a carpirle il punto debole del figlio: il vischio, che era parso inoffensivo alla dea, non aveva giurato. Loki ne raccoglie quindi una piantina, torna al consesso degli dei e si avvicina a Hǫðr, fratello di Baldr: essendo cieco, Hǫðr non può partecipare al gioco e Loki, dicendo di volerlo aiutare perché possa divertirsi come tutti e far così piacere a suo fratello, gli mette in mano il vischio e lo guida nel lancio. Il vischio vola verso Baldr come una freccia uccidendolo e lasciando gli altri dèi attoniti.
Si tiene dunque il funerale di Baldr, a cui partecipano tutte le creature del mondo a testimonianza di quanto il dio fosse amato. Odino depose sulla pira funebre Draupnir, mistico anello in grado di generare otto sue copie ogni nove notti, mentre Hermóðr, figlio di Odino, cavalca verso Hel nella speranza di far rendere al mondo Baldr. La regina degli inferi, tuttavia, pose una condizione: tutti gli esseri della terra, vivi o morti, avrebbero dovuto piangere dimostrando così il dolore universale per la morte di Baldr. Gli Asi inviano dunque messaggeri in ogni dove ottenendo che ogni essere del creato pianga per Baldr; la condizione sembra essere soddisfatta finché in una caverna viene trovata la gigantessa Þǫkk, che si rifiuta di prendere parte al cordoglio cosmico ("Þǫkk piangerà lacrime asciutte per il funerale di Baldr") condannando per sempre il dio alla morte. Secondo alcuni, Þǫkk era Loki sotto mentite spoglie.
Baldr, tuttavia, tornerà successivamente al Ragnarǫk quando il vecchio mondo sarà stato consumato per generare, assieme a suo fratello Hǫðr, a sua moglie Nanna e ai due figli di Thor, una nuova stirpe divina.

## La versione di Saxo Grammaticus

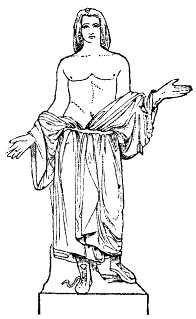
Il dio Baldr

L'erudito danese Saxo Grammaticus, nell'opera Gesta Danorum, riporta una diversa versione, in cui è possibile riconoscere le vicende di Baldr. Si tratta di una versione che tenta di ricondurre il mito in una cornice maggiormente "realistica", ambientata tra Svezia e Danimarca. Balderus e Høtherus (nomi latinizzati di Baldr e Höðr) sono qui rivali, dapprima per il possesso della bella Nanna, promessa a Høtherus ma desiderata da Balderus, e quindi per il trono della Danimarca. Balderus, pur figlio di Odino, è un semidio, e, nella sua lotta contro Høtherus, oltre a esser fiancheggiato dalle divinità, è anche spesso assistito da non meglio identificate fanciulle divine (probabilmente valchirie). Al termine di una serie di scontri e battaglie, in cui Balderus non brilla per onestà, quest'ultimo è ucciso da Høtherus, grazie a una spada magica in grado di vincere il semidio, altrimenti invulnerabile. Segue dunque il resoconto delle vicende di Odino, del suo tentativo di partorire un figlio in grado di vendicare la morte di Balderus.
Molti studiosi ritengono che la versione di Saxo Grammaticus sia quella più recente, e che il maggior realismo delle vicende sia da attribuire all'autore stesso. Lo stesso dicasi per l'enfasi posta sulla slealtà e la mancanza di onore in Balderus, non più il dio innocente ucciso con l'inganno ma, anzi, un guerriero sregolato dominato dalla propria passione amorosa: qui si può riconoscere l'intenzione dell'autore, fervido cristiano, nel mettere in cattiva luce l'immorale mondo pagano, incarnato in questo caso da Baldr, dal padre Odino e da tutto il pantheon scandinavo. Notevole inoltre, nella versione dell'autore danese, la totale assenza di Loki, la cui presenza, nella vicenda di Baldr, non è così chiara nemmeno in altri testi.
È altresì possibile pensare che le due versioni attingano a due diverse tradizioni, distinte geograficamente più che cronologicamente: la prima, maggiormente diffusa in ambito islandese, la seconda, invece, in ambito danese e svedese.

## Interpretazioni del mito di Baldr

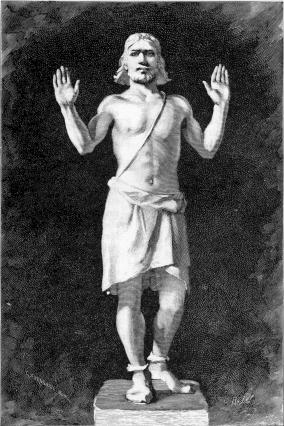
In questa raffigurazione Baldr assomiglia a Gesù Cristo.

Il mito di Baldr è stato variamente interpretato. C'è chi lo ha visto come un mito legato al ciclo annuale del tempo, che si tratti dell'accorciarsi delle giornate o del ritorno della fertilità. In tal senso la morte di Baldr troverebbe analoghi in area mediterranea e mesopotamica, nelle figure di Attis, Tammuz, Adone, Osiride, Orfeo. È da notare tuttavia che Baldr in quanto tale non presenta i tratti precisi di un dio della fertilità e, inoltre, non è previsto per lui un ritorno stagionale dal regno dei morti se non successivamente al Ragnarök, cioè alla fine di questo mondo. Delle analogie piuttosto precise sono state invece trovate nel dio finlandese Lemminkäinen, ucciso da un mandriano cieco armato di una semplice canna, arma all'apparenza inoffensiva come il vischio di Höðr.
C'è chi ha visto la morte di Baldr come un tipico sacrificio odinico. Non era insolito che Odino facesse uccidere tramite sacrificio rituale i guerrieri che desiderava avere con sé, o sottrarre al mondo in vista di suoi scopi futuri. Baldr sarebbe quindi simile a una figura come Víkarr, mentre Höðr non sarebbe altro se non una manifestazione di Odino stesso (il quale è cieco da un occhio o, in alcuni casi, da entrambi).
Il figlio di Odino, Baldr, dio della luce, condivide con figura cristiana l'essere un dio morto e risorto, e ci sono alcune somiglianze tra i miti della loro resurrezione:
- Mentre per il dio norreno interviene Hermóðr per riportarlo fra i vivi, il quale scende nell'Hel e prega l'omonima dea di lasciare libero il fratello, dopo il rifiuto di questa di aprirgli il cancello Helgrind, lo scavalca con un balzo, in modo che possa uscirne ancora vivo[3], in maniera simile, anche Gesù, nei tre giorni durante i quali il suo corpo era nel Sepolcro, andò nell'Inferno a liberare le anime dei giusti, che erano confinate lì poiché seguivano la vecchia alleanza, le porte del regno dove dimora Lucifero sono chiuse, e lui le sfonda e le calpesta, oltrepassandole[4].
- Il giovane Hermóðr non riesce nel suo intento e Baldr ritornerà dopo il Ragnarǫk per ricreare la stirpe divina. Similmente anche Gesù tornerà dopo la fine del mondo per governare su un mondo rinnovato.

Per quanto riguarda queste somiglianze non è ovviamente possibile verificare se siano semplici coincidenze o se effettivamente la figura di Baldr sia stata avvicinata (e di quanto) all'immaginario cristiano in un'epoca, quella attorno al X secolo, in cui, in area scandinava, convivevano fianco a fianco l'antico politeismo e il nuovo monoteismo.
Rudolf Steiner interpreta il mito della morte di Baldr partendo dal principio che Baldr sarebbe una divinità che agiva sulla terra, mentre Loki apparterrebbe alle entità lunari. Il vischio sarebbe una pianta che pur vivendo sulla terra mostrerebbe delle affinità lunari (ecco perché Loki indicherebbe proprio il vischio). Così Baldr non verrebbe ferito dagli oggetti comuni perché terrestri, mentre viene ferito da una pianta che appartiene a un’affinità opposta. In questa leggenda quindi si nasconderebbe l’antica sapienza legata alle sostanze.

## Nella cultura di massa
- La vicenda di Baldr è cantata da Elfo nel libro III della Ballata del Cavallo Bianco di Chesterton.
- Baldrs è uno dei personaggi principali del fumetto Marvel Comics delle avventure del Mitico Thor. Dal nome anglicizzato di Balder, spesso chiamato a causa del suo coraggio Balder il Prode o Balder il Coraggioso, rispetto alla figura mitologica ha una caratterizzazione molto più guerriera, infatti combatte con spada, scudo e armatura, in contrasto con il benevolo pacifista delle leggende, sebbene conservi un'attitudine improntata alla pace e disprezzi la guerra e la violenza più di tutti i suoi compagni, ricorrendovi solo quando non vi è altra scelta. È considerato il dio più gentile e leale di Asgard e tutti quanti ripongono in lui massima fiducia, tant'è che più volte gli è stato affidato il trono di Asgard per volontà di Odino e di Thor quando il primo si è trovato impossibilitato a governare (per esempio per via del Sonno di Odino). Stan Lee e Jack Kirby dichiararono che Balder rappresenta per Thor quello che Lancillotto rappresenta per Re Artù ovvero un caro amico e un cavaliere ancora più idealizzato. Nel ciclo di Walt Simonson, viene dedicata una breve serie autonoma al personaggio, che esplora il suo rapporto con la strega Karnilla, nemica di Asgard ma anche innamorata da sempre del dio della luce, e ricambiata, sebbene il senso del dovere del guerriero si sia sempre frapposto fra i due. Nello stesso ciclo, Balder cade temporaneamente in preda alla depressione dopo essere tornato dal mondo dei morti e diventa brevemente alcolizzato e obeso, salvo poi riscattarsi e riconquistare il suo onore. A differenza dei miti, il Ragnarok giunge infine anche senza la morte di Balder. Dopo essere resuscitato insieme ai suoi compagni asgardiani, nel ciclo successivo, si scoprirà che, come nella mitologia, è figlio di Odino e Frigga e quindi fratello di Thor. Loki, con l'inganno, farà bandire Thor e riuscirà a porre Balder sul trono, molto più agevole da manipolare per lui, ma dopo la distruzione di Asgard, avvenuta nel maxievento Siege, il popolo perde del tutto fiducia nelle capacità di Balder di regnare e questi, consapevole, decide di riscattarsi sacrificandosi nella battaglia con gli invasori extradimensionali Uthana-Thoth e i Divoratori di Mondi dove muore insieme a Tyr, dio della guerra. Il personaggio è assente nei film del Marvel Cinematic Universe; viene solo menzionato nella seconda stagione della serie televisiva su Loki.
- Baldur appare nel videogioco God of War del 2018 come principale antagonista: figlio di Odino e Freya, è rappresentato in maniera completamente diversa rispetto ai miti: a causa dell'incantesimo della madre, infatti, che secondo lui gli rovinò la vita privandolo di ogni sensazione, è diventato spietato, crudele e sadico. Baldur affronterà il protagonista Kratos e suo figlio Atreus più volte in modo da carpire loro un modo con cui giungere nel mondo dei giganti e, grazie alla loro conoscenza, liberarsi del sortilegio: quando tuttavia il bambino scoprirà accidentalmente la sua debolezza - ancora una volta il vischio - Baldur si lancerà in un'ultima battaglia contro lo spartano. Baldur viene sconfitto ma risparmiato: quando però fa per uccidere la madre, che si presta senza opporre resistenza pur di discolparsi con il figlio, strangolandola a mani nude, Kratos interviene spezzandogli il collo attirando su di sé le ire di Freya. Dopo questi avvenimenti si arriva a sapere che Atreus è in realtà Loki che non sa ancora la sua natura da dio del disordine e delle menzogne.